# Katherine (Territoire du Nord)
Pour le chanteur, voir Philippe Katerine.
Katherine (6 094 habitants en 2011) est une ville du Territoire du Nord, en Australie. C'est la quatrième ville de l'État en nombre d'habitants, après la capitale Darwin, Alice Springs au sud et Palmerston dans la banlieue de Darwin.
Elle se situe à 320 km au sud-est de Darwin et à 1 185 kilomètres au nord d'Alice Springs.
La rivière Katherine traverse la ville.
Depuis le 4 février 2004, avec la mise en service de la voie de chemin de fer entre Darwin et Adelaïde, c'est le seul arrêt du Ghan, le train qui traverse l'Australie du nord au sud entre Darwin et Alice Springs.

## Histoire
La ville doit son nom au prénom de la deuxième fille de James Chambers (en), « pastoraliste », un des sponsors de l'explorateur John McDouall Stuart, premier Européen à avoir visité la région, le 4 juillet 1862.
Avant l'arrivée des Européens, la région était habitée par les Aborigènes Jawoyn, Dagoman et Wardaman.

## Économie
En attendant le développement de l'agriculture dans la région et en raison de la diminution de l'activité minière avec la fermeture de la mine d'or du mont Todd, Katherine vit principalement du tourisme et de l'activité d'une base militaire des forces aériennes australiennes installée à 17 kilomètres au sud-est de la ville.

## Climat
Katherine a un climat tropical de savane (Köppen: Aw) avec une courte saison humide entre novembre et mars et une longue saison sèche entre avril et octobre. La pluviométrie est modérément élevée, (1 076,8 mm par an), mais elle est principalement concentrée en été austral. Elle est victime régulièrement d'inondations en saison des pluies, notamment en 1957, 1974, 1998 et 2006. Le niveau de la rivière peut alors monter de plus de 20 mètres. La température la plus faible est de 3,8 °C le 28 juin 1999. La température la plus élevée enregistrée a été 43,1 °C le 4 novembre 1971.
| Mois                                            | jan.  | fév.  | mars  | avril | mai  | juin | jui. | août | sep. | oct. | nov. | déc.  | année   |
| ----------------------------------------------- | ----- | ----- | ----- | ----- | ---- | ---- | ---- | ---- | ---- | ---- | ---- | ----- | ------- |
| Température minimale moyenne (°C)               | 24,2  | 23,9  | 23,1  | 20,8  | 16,9 | 13,8 | 13   | 14,6 | 20,1 | 23,7 | 24,6 | 24,5  | 20,3    |
| Température maximale moyenne (°C)               | 34,6  | 33,9  | 34,2  | 34    | 32,1 | 30,1 | 30,4 | 32,3 | 35,8 | 37,7 | 37,4 | 35,9  | 34      |
| Record de froid (°C)                            | 19    | 18,7  | 15,5  | 9,8   | 6,3  | 3,8  | 4,2  | 4    | 8,2  | 13,3 | 14,5 | 19,3  | 3,8     |
| Record de chaleur (°C)                          | 40,9  | 39    | 39,8  | 38,3  | 36,5 | 36,1 | 36   | 37,7 | 40,5 | 41,6 | 43,1 | 41,5  | 43,1    |
| Précipitations (mm)                             | 266,6 | 234,3 | 192,6 | 42,6  | 4,8  | 0,4  | 0,9  | 1,4  | 5,9  | 29,5 | 90,3 | 216,6 | 1 076,8 |
| dont nombre de jours avec précipitations ≥ 1 mm | 10    | 9,5   | 7,3   | 1,8   | 0,3  | 0,1  | 0,1  | 0,1  | 0,3  | 1,8  | 4,8  | 8,1   | 44,2    |
| Humidité relative (%)                           | 57    | 60    | 51    | 38    | 34   | 30   | 27   | 24   | 24   | 28   | 38   | 49    | 38      |

## Curiosités
La ville est située à proximité du parc national Nitmiluk qui abrite les gorges de la rivière Katherine et les chutes Edith Falls.

## Personnalités
- Christopher William Stoneking (né en 1974 à Katherine), guitariste, banjoïste, chanteur et auteur-compositeur blues.
- Cadel Evans (né en 1977 à Katherine), coureur cycliste professionnel, champion du monde en 2009 et premier Australien à gagner le Tour de France en 2011.
- Leisel Jones (née en 1985 à Katherine), nageuse, championne olympique.
- Stephanie Talbot (née en 1994 à Katherine), joueuse de basket-ball.

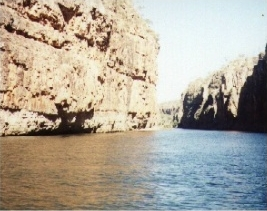
Les Katherine Gorge.
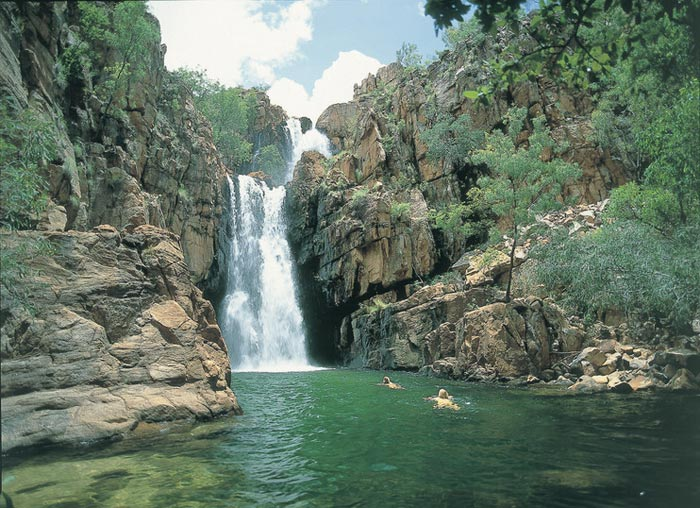
Jatbula trail.